# Хынку, Михалча
Михалча (Михаил) Хынку (молд. Михалча Хынку, род. Секарены, Молдавия — ум. 1698) — молдавский боярин.

## Биография
Михалча Хынку выделился верной службой при Василии Лупу, в том числе на поле боя. В 1653 году, после того, как Василий потерял трон в пользу Георгия Стефана, Хынку бежал к туркам. Однако паша, получив деньги от нового господаря Молдовы, ловит Михалчу и отправляет его в к Георгию. Тем не менее, господарь прощает Хынку, делая его вторым армашом (судебный исполнитель).
В 1660 году при Стефанице Лупу Михалча уже является сердарем (командующий армиями, особенно кавалерийским). Он был отправлен господарём во главе 1000 войска для сражения вместе с турками против князя Трансильвании Дьёрдя II Ракоци. 22 мая 1660 года османская армия вместе с молдаванами и валлахами разгромила Ракоци при Джилэу, после чего Дьёрдь отступает в Орадю, где вскоре умирает. В битве при Джилэу отличился, среди прочего, и будущий правитель Молдовы Константин Кантемир. В 1661 году Михалча Хынку поддерживает Стефэнице Лупу в боях за трон Молдовы против Константина Шербана.

### Восстание (1671—1672)
9 декабря 1671 года жители Лэпушны и Орхея восстали во главе с боярами Михалчем Хынку и Апостолом Дураком. Основными причинами восстания являются чрезмерное налогообложение господаря Георгия Дуки и греческих бояр. Мятежники занимают Яссы, грабят боярские и торговые дворы, убивая греков.
Георгий Дука бежит через Дунай с некоторыми боярами. Вскоре он возвращается, получив поддержку от турок и татар. Таким образом, при Епурени армия Дуки во главе с боярином Александром Бухушем побеждает мятежников. Позже повстанцы были побеждены при Орхее и недалеко от деревни Улму.
После разгрома мятежников Дука начал репрессии; многие люди из мятежных земель были порабощены татарами, повешены или насажены на кол.

### Плен
В 1674 году татары взяли Михалчу в плен, и его сыну Думитрашку Хынку пришлось продать часть владений, чтобы выкупить его. Считается, что его освобождение из плена привело его к основанию в 1678 году Хынковского Параскевиевского монастыря в самом сердце леса.
Михалча Хынку умер в 1698 году.

## Память
В честь Хынку назван город Хынчешты и Хынковский монастырь. Главная улица Хынчешт также названа в честь Михалча (Strada Mihalcea Hîncu), а герб семьи Хынку является нынешним гербом города.
В молдавском языке есть некоторые выражения, относящиеся к Михалче Хынку: Водэ да, яр Хынку ба (скажи ему одно, и он ответит тебе другое), Кыт Хынку ши пэмынтул (очень много), Нямул луй Хынку (те, кто противостоят законам).